# 이소역
이소역(일본어: 石生駅, いそうえき 이소우에키[*])은 일본 효고현 단바시에 위치한 서일본 여객철도의 역이다.
효고현 구 히카미 군의 6개 정이 2004년 11월 1일에 합병되어 탄생된 단바시의 중심역이다. 하지만 접근성이 부족하여 실제로는 인접한 가이바라역이 현관구 역할을 하고 있다. 그러나 단바 시청을 기준으로 하여 단바 시내에서 가장 가까운 역은 이소 역이다. 단지 버스의 종점이 가이바라 역이어서 가이바라 역 주변이 번성할 뿐이다. 일부 특급 열차가 정차한다.

## 역 구조
단식과 섬식이 뒤섞인 복합형 승강장으로 2면 3선의 지상역이다. 서일본 여객철도 후쿠치야마 메인테크의 영업 위탁을 받고 있다.
| 1 | ■ 후쿠치야마 선 | 상행 | 사사야마구치・산다 방면 |
| 2 | ■ 후쿠치야마 선 | 상행 | 사사야마구치・산다 방면 |
| 2 | ■ 후쿠치야마 선 | 하행 | 후쿠치야마              |
| 3 | ■ 후쿠치야마 선 | 하행 | 후쿠치야마 방면 (교행)  |

## 역사
- 1899년 5월 25일: 한카쿠 철도 사사야마구치 ~ 가이바라 간에 연장하여 개업.
- 1899년 7월 15일: 한카쿠 철도 가이바라 ~ 후쿠치야마미나미구치 역 (후일 후쿠치 역으로 변경되었다가 폐지) 간에 연장하여 개업.
- 1907년 8월 1일: 국유화에 따라 일본국유철도 소속이 되었다.
- 1909년 10월 12일: 노선 명칭 제정에 따라 한카쿠 선의 일부가 되었다.
- 1912년 3월 1일: 노선 명칭 개정에 따라 한카쿠 선의 후쿠치야마 선 이남이 후쿠치야마 선으로 개칭되어 그 일부가 되었다.
- 1987년 4월 1일: 민영화에 의해 서일본 여객철도의 소속이 되었다.
- 2003년 11월 1일: 이코카의 사용이 개시되었다.

## 인접정차역
| 서일본 여객철도 후쿠치야마 선 | 서일본 여객철도 후쿠치야마 선 | 서일본 여객철도 후쿠치야마 선 |
| ----------------------------- | ----------------------------- | ----------------------------- |
| 가이바라 오사카 방면          | ■ 후쿠치야마 선               | 구로이 후쿠치야마 방면        |